# Vila MUDr. Karla Martínka (Opava)
Rodinný dům s ordinací Karla Martínka se nachází v Opavě-Kateřinkách v okrese Opava. Vilu na Rolnické 2a/699 v Opavě dal postavit MUDr. Karel Martínek.
Vila byla památkově chráněna mezi 3. květnem 1958 a 31. prosincem 1987.

## Historie
Funkcionalistická vila byla postavena v letech 1935–1935 podle návrhu architekta Lubomíra Šlapety. Po záboru Sudet v roce 1939 se majitelé odstěhovali do Olomouce a zpět se už nevrátili. Vila do osmdesátých let 20. století byla využívána jako ordinace OÚNZ a první patro jako byt. Pro rozšíření dalších ordinací byl v prvním patře vytrhán vestavěný nábytek, zničená valená klenba v obývacího pokoje a zrušená garáž.

## Architektura
Patrová budova lichoběžníkového půdorysu s pultovou střechou. Hlavní fasáda: v patře přes celé průčelí pás oken, v přízemí jsou vlevo pod markýzou garážová vrata a vchod s vpravo malým oknem, dále dvě okna různých šířek. V zadní části vystupuje druhé patro podepřeno na ocelových sloupech a průčelí prolomeno pásem sdružených oken.
Pultová střecha se svažuje směrem do japonské atriové zahrady.

## Interiér
Bufetová a knihovní stěna z tvořená kombinací javoru a černě lakovaného povrchu odděluje vřetenové schodiště od obývacího pokoje a kuchyně. Bufet v jídelně byl propojen s kuchyní výdejním oknem. V přízemí byla ordinace s čekárnou propojenou vřetenovým schodištěm situovaná v zahradním traktu.